# Tomás Berreta
Pour les articles homonymes, voir Berreta.
 (décembre 2016).
Si vous disposez d'ouvrages ou d'articles de référence ou si vous connaissez des sites web de qualité traitant du thème abordé ici, merci de compléter l'article en donnant les références utiles à sa vérifiabilité et en les liant à la section « Notes et références ».
Tomás Berreta (1875-1947) est un homme d'État uruguayen, membre du Parti colorado. Il est président de l'Uruguay du 1er mars au 2 août 1947.

## Biographie
Actif au sein du Parti colorado depuis 1896, Tomás Berreta est actif durant de nombreuses années dans la politique locale et est intendant du département de Canelones entre 1917 et 1920. En 1942, il est membre du Conseil d'État qui rédige la nouvelle Constitution uruguayenne puis, à partir de 1943, sert ensuite dans le gouvernement de son prédécesseur Juan José de Amézaga et est candidat à l'élection présidentielle du 24 novembre 1946. Il est élu et devient président le 1er mars 1947, mais meurt à peine cinq mois plus tard, le 1er août 1947. Le vice-président, Luis Batlle Berres, lui succède.